# ایمی مورتون
ایمی مورتون (انگلیسی: Amy Morton؛ زادهٔ ۱ ژانویهٔ ۱۹۵۸) یک هنرپیشه اهل ایالات متحده آمریکا است. وی از سال ۱۹۸۳ میلادی تاکنون مشغول فعالیت بوده‌است.
از فیلم‌ها یا برنامه‌های تلویزیونی که وی در آن نقش داشته‌است می‌توان به ۸میلی‌متری اشاره کرد.